# Labrossyta nigriceps
Labrossyta nigriceps är en stekelart som först beskrevs av Cameron 1902.  Labrossyta nigriceps ingår i släktet Labrossyta och familjen brokparasitsteklar. Inga underarter finns listade i Catalogue of Life.